# ناطحات السحاب (موقع ويب)
موقع صفحة ناطحات السحاب (بالإنجليزية: SkyscraperPage.com)‏ ، هي موقع إلكتروني أمريكي تهتم بأخبار وتقارير وانشاء المنتديات المخصصة لناطحات السحاب في جميع أنحاء العالم .
أنشئ الموقع الإلكتروني سنة 1998م، وكان آخر عدد المشاركين للمنتدى كأعضاء لموقع ناطحات السحاب زادت عن 500 ألف عضو .

## وصلات خارجية
- SkyscraperPage.com official website